# تویوهیتو موچیزوکی
تویوهیتو موچیزوکی (به انگلیسی: Toyohito Mochizuki) بازیکن فوتبال اهل ژاپن و عضو تیم ملی فوتبال ژاپن است که در تاریخ ۲۱ ژوئیه ۱۹۷۸ میلادی اولین بازی ملی‌اش را انجام داد. او در ۲ بازی ملی حضور داشت و آخرین بازی ملی خود را در تاریخ ۲۳ ژوئیه ۱۹۷۸ میلادی انجام داد. تویوهیتو موچیزوکی در بازی‌های ملی‌اش
گلی به ثمر نرساند.